# Sandro Muñoz
Sandro Muñoz Maneiro, nacido el 19 de junio de 1993 en Santa Elena de Uairén, Venezuela, es un ciclista venezolano, miembro del equipo UltraBikex-Specialized, que se desempeña en el estilo Ciclismo de montaña.

## Palmarés
2012
- Tercer lugar de la Vuelta a La Azulita

2013
- Campeón de la Vuelta a La Azulita
- Campeón del Reto a la Frontera Venezuela y Brasil

2014
- Subcampeón de la Vuelta a La Azulita
- Campeón del Reto a la Frontera Venezuela y Brasil

2015
- Campeón del Reto a la Frontera Venezuela y Brasil

2018
- Campeón de la Vuelta a La Azulita

2021
- Campeón de la

## Equipos
- Club Gran Sabana Engel Bike (2008) (amateur)
- UltraBikex-Specialized (2011-presente) (Elite)
- TEAM IMGC (2021-2022-presente) (Elite)

## Selección nacional de Venezuela
- Representó a la selección nacional de Venezuela de Ciclismo de Montaña en el Panamericano de Mountain Bike Cota, Colombia 2015, obteniendo la medalla de Bronce.